# Isola di Mortorio
L'isola di Mortorio è un'isola sita a nord-est della Sardegna facente parte dell'arcipelago di La Maddalena. Di formazione granitica e dalle coste assai frastagliate si estende per una superficie di circa 0,60 km² e di aspetto montuoso raggiunge la quota massima di 77 metri s.l.m. Pur essendo situata a poche miglia dalla Costa Smeralda, l’isola fa parte del comune di La Maddalena e del parco nazionale dell'Arcipelago omonimo.

## Storia
I saraceni che nel medioevo battevano le coste del bacino occidentale del mar Mediterraneo, nel 935 misero a ferro e fuoco Genova. La storia è raccontata da Liutprando di Cremona, non testimone oculare, ma quantomeno coevo. Più di duecento anni dopo Jacopo da Varazze la arricchì di particolari raccontandoci come i genovesi, ripresisi presto, inseguirono i saraceni sino all'isola dei Buxinarii e li sterminarono, ammonticchiando le carcasse a monito, tant'è che da quel dì l'isola prese il nome di Mortorio.
Vera o meno tale storia, essa testimonia comunque un continuo stato di allerta lungo le coste tirreniche per la presenza di pirati.
Si racconta che sull'isola, completamente disabitata, nel XVIII secolo furono rinvenuti dei resti umani. La notizia potrebbe essere posta in relazione all'insurrezione genovese raccontata da Jacopo.
Secondo alcuni, invece, tale macabro ritrovamento è da porre in relazione ad altre battaglie, in particolare tra Pisani e Genovesi, in continua lotta per il dominio della Sardegna settentrionale. Per gli Annali di Pisa si tratterebbe invece dei resti di una battaglia sostenuta da Genovesi e Pisani alleati contro l'emiro musulmano Mujāhid al-ʿĀmirī detto Museto o Mugetto. Tale battaglia, svoltasi nel 1016, alla fine del periodo dei Giudicati, segna proprio l'inizio dell'ingerenza politica di Genova e Pisa sulla Sardegna. Per lo storico musulmano al-Himyari l'isola si chiamerebbe Isola dei Martiri proprio a causa del naufragio di alcune navi al seguito del pirata Mujāhid al-Āmirī.
L'isola venne abitata, alla fine del Settecento e per pochi anni da coloni genovesi, i Bertoleoni, prima che gli stessi si spostassero più a sud, sull'isola di Tavolara in cerca di un'isola più ospitale e ricca di risorse.

## Ambiente e turismo
Sono numerose le specie, anche di interesse comunitario, che nidificano sull'isola, tra le quali il gabbiano corso e il falco pellegrino, salvaguardati dall'istituzione del Parco nazionale dell'Arcipelago di La Maddalena, del quale l'isola fa parte. L'isola è ricca di vegetazione, prevalentemente bassa macchia mediterranea e ginestre.
L'isola di Mortorio è un'area a massima tutela ambientale, per quanto riguarda sia la zona terrestre (classificata come TA) sia lo specchio acqueo che circonda l'isola (classificato MA); per tale ragione l'accesso ai mezzi nautici e lo sbarco delle persone dell'isola è totalmente interdetto e soggetto a controlli e sanzioni amministrative da parte del Corpo Forestale e di vigilanza ambientale regionale.
Nel 2010 l'ente gestore del Parco ha denunciato alcune frodi relative alla riscossione, da parte di ignoti, di un biglietto quale corrispettivo d'ingresso per l'autorizzazione all'accesso all'area del Parco stesso. Sebbene ciò avvenga abitualmente nell'area marina del Parco, ciò non è possibile nelle aree sottoposte a tutela integrale (come l'area marina compresa tra l'isola di Razzoli e quella di Santa Maria, l'area di Punta Rossa a Caprera e le altre isole minori di fronte alla Costa Smeralda), poiché in tali aree la navigazione e la sosta sono vietate.

## Influenza culturale
Il nome evocativo e le caratteristiche paesaggistiche hanno probabilmente contribuito a rendere l'isola di Mortorio il palcoscenico di un romanzo di Paolo Agaraff pubblicato nel 2006 da Pequod: Il sangue non è acqua.